# حمض التلوريك
حمض التلوريك، أو حمض الأورثوثيلوريك، هو مركب كيميائي له الصيغة Te(OH)6، يُكتب غالبًا كـ H6TeO6. وهي مادة صلبة بلورية بيضاء. ويوجد شكلان في حالته الصلبة، معيني السطوح وأحادي الميل، يحتوي على ذرة واحدة من التيلوريوم سداسي التكافؤ (Te) في حالة الأكسدة +6، مرتبطة بستة مجموعات هيدروكسيل (–OH)، ويمكن أن يطلق عليه هيدروكسيد التيلوريوم (VI). حمض التلوريك هو حمض ضعيف ثنائي القاعدة، يشكل أملاح تيلورات ذات قواعد قوية وأملاح تيلورات الهيدروجين ذات قواعد أضعف أو عند التحلل المائي للتيلورات في الماء. يستخدم كمصدر للتيلوريوم في تركيب محفزات الأكسدة.

## تحضير
يحضر حمض التلوريك من أكسدة التيلوريوم أو ثاني أكسيد التيلوريوم مع عامل مؤكسد قوي مثل بيروكسيد الهيدروجين أو أكسيد الكروم السداسي أو بيروكسيد الصوديوم.
TeO2 + H2O2 + 2 H2O → Te(OH)6